# Fremantle Dockers
Fremantle Dockers är en professionell australisk fotbollsklubb från Perth, Västaustralien. Klubben tävlar i Australian Football League.

## Klubblåt
| Engelsk originaltext | Svensk översättning |
| --- | ------------------- |
| Freo, heave ho! Freo, heave ho! Give 'em all the old Freo, heave ho! Refrang: Freo, way to go Hit 'em real hard, send 'em down below Oh, Freo, give 'em the old heave-ho We are the Freo Dockers! We're the rollers, we're the rockers, We're the mighty Freo Dockers. We're gonna roll 'em and we'll rock 'em, We're gonna send them to the bottom And if they get up, we'll do it again. The Dockers stop at nothing, nothing! Refrang Doc-Doc-Dockers Show 'em how we rock Freo, heave ho! Doc-Doc-Dockers Show 'em how we roll Go Dockers, go, go, go! |                     |